# جريبان
جريبان (بالصومالية: Jariiban)‏ (بالإيطالية: Geriban)‏ بلدة في محافظة مدج شمال وسط الصومال، وهي مركز مقاطعة جريبان، التابعة لولاية بونتلاند.

## التركيبة السكانية
يصل عدد سكان جريبان إلى حوالي 20.000 نسمة، في حين يصل عدد سكان مقاطعة جريبان 39207 نسمة.

## الخدمات
في أكتوبر 2014 أطلقت حكومة بونتلاند بالاشتراك مع منظمة كالو غير الحكومية المحلية والأمم المتحدة مشروع إجراء تعداد سكاني لجمع المعلومات الأساسية من أجل تسهيل التخطيط لخدمات اجتماعية جديدة وتطوير الخدمات المتوفرة، فضلاً عن تحصيل الضرائب في المناطق النائية، ووفقًا لمسؤولين كبار في بونتلاند، فقد أُجري تعداد سكاني مماثل في البلدات القريبة من طريق جروي - بوساسو السريع، الطريق الرئيسي في الولاية، ومن المقرر بدء مبادرة تعداد سكاني أخرى في مقاطعة جريبان ومقاطعة بندر بايلا ومقاطعة إيل.

## التعليم
يوجد في جريبان عدد من المؤسسات الأكاديمية، ووفقًا لوزارة التربية والتعليم في بونتلاند، فإن منطقة جريبان تضم 7 مدارس ابتدائية، من ضمنها صَلَّح، ولَبِيلمانين وكُلُب وجريبان الابتدائية، كما تضم ثانوية جريبان.

## النقل
في عام 2012 أعلنت هيئة الطرق السريعة في بونتلاند (PHA) عن مشروع لربط جاريبان والمدن الساحلية الأخرى في بونتلاند بالطريق السريع الإقليمي الرئيسي، الذي يمتد ل750كم ويربط المدن الرئيسية في الجزء الشمالي من الصومال ببعضها، وهي بوصاصو وجالكعيو وجروي، كما يربطها بباقي أنحاء البلاد لا سيما مع الجنوب. 